# Afromelanichneumon merumontis
Afromelanichneumon merumontis là một loài tò vò trong họ Ichneumonidae.